# Juan Mauropo
Johannes o Juan Mauropo o Maurópodo (Paflagonia, 990 - Constantinopla, 5 de octubre de 1090), poeta, erudito y escritor bizantino, nacido en Paflagonia, por lo cual le llamaron Maurópodo, el de los pies  negros.
Fue, al parecer, discípulo del abad San Doroteo el Joven, de quien escribirá la vida. Enseñó filosofía en Constantinopla y tuvo como discípulo a Miguel Psellos, que le sucedió después en su cátedra. Nombrado metropolitano de Eucatia (por lo cual algunos le llamaron también Juan Eucatia), se retiró luego como simple monje a Constantinopla, donde murió en el convento del Pródromo.
Durante algunos años, Mauropo formó parte del círculo íntimo de poetas y eruditos que rodeaba al Emperador, y fue nombrado Retor de la corte'.
Exponente del segundo renacimiento bizantino, compuso muchas poesías en trímetros yámbicos, en gran parte inédita, discursos, homilías, y un Léxico etimológico. Además se conservan de él 77 cartas y 99 epigramas, género en el que se estima sobresalió mucho.